# Монтгомері Тауншип (округ Франклін, Пенсільванія)
Монтгомері Тауншип (англ. Montgomery Township) — селище (англ. township) в США, в окрузі Франклін штату Пенсільванія. Населення — 5740 осіб (2020).

## Демографія
Згідно з переписом 2010 року, у селищі мешкало 6116 осіб у 2143 домогосподарствах у складі 1661 родини. Було 2388 помешкань
Расовий склад населення:
| - 95,7 % — білих - 1,2 % — чорних або афроамериканців - 1,0 % — азіатів - 0,2 % — корінних американців |

До двох чи більше рас належало 1,6 %. Частка іспаномовних становила 1,6 % від усіх жителів.
За віковим діапазоном населення розподілялося таким чином: 26,4 % — особи молодші 18 років, 61,3 % — особи у віці 18—64 років, 12,3 % — особи у віці 65 років та старші. Медіана віку мешканця становила 39,3 року. На 100 осіб жіночої статі у селищі припадало 105,4 чоловіків;  на 100 жінок у віці від 18 років та старших — 102,2 чоловіків також старших 18 років.
Середній дохід на одне домашнє господарство  становив 68 507 доларів США (медіана — 60 032), а середній дохід на одну сім'ю — 75 819 доларів (медіана — 70 082). Медіана доходів становила 42 455 доларів для чоловіків та 38 036 доларів для жінок. За межею бідності перебувало 6,5 % осіб, у тому числі 6,8 % дітей у віці до 18 років та 9,4 % осіб у віці 65 років та старших.
Цивільне працевлаштоване населення становило 2823 особи. Основні галузі зайнятості: виробництво — 21,3 %, освіта, охорона здоров'я та соціальна допомога — 15,4 %, роздрібна торгівля — 14,1 %.